# Düsseldorf
Düsseldorf [dísəldorf] je glavno mesto nemške zvezne dežele Severno Porenje - Vestfalija in gospodarsko središče Nemčije. Zelo gosto naseljeno mesto se razprostira ob reki Ren ter šteje okoli 600.000 prebivalcev in je po velikosti sedmo mesto v Nemčiji, ni pa največje v deželi, ki je Köln, medtem ko ima metropolitansko območje Ren-Porurje, ki mu pripada, sámo več kot 10 milijonov prebivalcev. Düsseldorf je znan po številnih prireditvah ter tudi po svoji modi in sejmih - vsako leto julija več kot 4,5 milijona ljudi obišče sejem Große Düsseldorfer Kirmes.
V mestu je univerza (Heinrich Heine Universität Düsseldorf) in Hochschule Düsseldorf.